# Vereinigung katholischer Edelleute Schlesiens
Die Vereinigung katholischer Edelleute Schlesiens wurde im Rahmen der „Generalversammlung der Katholiken Schlesiens“ im Jahre 1890 in der niederschlesischen Kreisstadt Glatz unter dem Namen Verein katholischer Edelleute in Schlesien gegründet.

## Geschichte
Die Gründung folgte einem Beschluss der schlesischen Sektion des seit 1868 bestehenden Vereins katholischer Edelleute Deutschlands, der im Jahr zuvor 1889 im oberschlesischen Leobschütz getagt hatte. Damals bekannte sich der Gesamtverband zu einer dreifachen Aufgabe des Adels: „Die Kirche Gottes zu schützen und ihre Rechte zu verteidigen, dem weltlichen Landesherrn Treue und Gehorsam zu bezeigen und Theil zu nehmen an der Regierung des Landes und der Abwehr seiner Feinde und Schutz und Zuflucht zu gewähren den Witwen und Waisen und allen Bedrängten.“
Die Vereinigung verband sich in ihrer religiösen Ausrichtung mit der neu gegründeten Benediktinerabtei Grüssau in Niederschlesien. Die 1919 aus dem Prager Emmauskloster vertriebenen deutschen Benediktiner hatten sich in Grüssau niedergelassen und kamen 1946, nach ihrer zweiten Vertreibung, nach Bad Wimpfen (siehe Beschlagnahmung der Klostergebäude 1940–1945). Dort begründete Abt Albert Schmitt die Abtei Grüssau, die das leerstehende Stift Wimpfen bezog.
Die geänderte Satzung aus dem Jahr 1950 beschreibt die Aufgaben des Vereins „ausschließlich und unmittelbar“ in der Realisierung „gemeinnütziger, mildtätiger oder kirchlicher Zwecke“, in der Bezeugung und Bewahrung des Glaubens, insbesondere durch religiöse Vorträge und Tagungen sowie durch die Unterstützung von Notleidenden.
Dem damaligen Vorsitzenden Marco Graf von Ballestrem gelang es, den Verein durch den schwersten Abschnitt seiner Geschichte zu leiten und ihn nach dem Verlust der Heimat neu zu konsolidieren; dazu gehörte auch die Umbenennung von „Verein“ in „Vereinigung“.
In enger Zusammenarbeit mit dem Verein der Schlesischen Malteser-Ritter KöR widmet sich die „Vereinigung katholischer Edelleute Schlesiens“ ihren karitativen und religiösen Aufgaben.
Über einhundert Jahre nach ihrer Gründung gab die Vereinigung 1993 einen Band heraus mit einem Überblick zu ihrer Entwicklung, mit Abbildungen von Vorsitzenden, einem kurzen Dokumentenanhang sowie Ausarbeitungen zur Staatskatholischen Bewegung im Kulturkampf und über katholische Edelleute Schlesiens im Bischofsamt.

## Vorsitzende
- Hermann Joseph Graf zu Stolberg-Stolberg (1890–1904)
- Alfred Graf Strachwitz (1904–1922)
- Marco Graf von Ballestrem (1922–1956)
- Carl Wolfgang Graf von Ballestrem (1956–1963)
- Valentin Graf von Ballestrem (1963–1966)
- Friedrich Franz Prinz Biron von Kurland (1966–1980)
- Wolfgang Graf von Ballestrem (1980–1984)
- Wolfram Freiherr von Strachwitz (1984–2000)
- Victor Graf von Matuschka (2000–2004)
- Andreas Graf von Ballestrem (2004–2017)
- Nikolaus Graf von Matuschka (seit 2017)